# Emmanuelle (película)
Emmanuelle es una película francesa erótica de 1974 dirigida por Just Jaeckin y protagonizada por la actriz Sylvia Kristel. Está basada en el personaje principal (Emmanuelle) de la novela Emmanuelle, de Emmanuelle Arsan, escrita en 1959. Esta era aceptable en la pantalla en el momento, con sus escenas de sexo, así como escenas de violación, masturbación, y una escena en el "Mile High Club", en la que se muestra a una bailarina insertándose un cigarrillo en la vagina. A diferencia de muchas películas que trataron de evitar una calificación X, la primera película Emmanuelle recibió esa calificación y se convirtió en un enorme éxito internacional, con una audiencia estimada hasta la fecha de más de 300 millones de espectadores en el mundo.

## Elenco
- Sylvia Kristel: Emmanuelle
- Daniel Sarky: Jean
- Alain Cuny: Mario
- Marika Green: Bee
- Jeanne Colletin: Ariane
- Christine Boisson: Marie-Ange